# Lista de membros da Royal Society eleitos em 1969
Esta é uma lista de Membros da Royal Society eleitos em 1969.

## Fellows
1. Horace Barlow
2. Sir Robert Boyd
3. John Hugh Chesters
4. Sir Alan Cook[2]
5. George William Cooke[3]
6. Peter Danckwerts[4]
7. Paul Fatt
8. John Fincham
9. Monty Finniston[5]
10. William Sefton Fyfe
11. William Reginald Stephen Garton
12. Philip George Houthem Gell[6]
13. Quentin Gibson[7]
14. Tony Giffard, 3rd Earl of Halsbury
15. Eugen Glueckauf
16. Benjamin Arthur Hems
17. Adrian Horridge
18. Robin Ralph Jamison
19. Sir Aaron Klug
20. Leslie William Mapson
21. Sir Alec Merrison[8]
22. Sir Charles William Oatley[9]
23. Sir Thomas Paton[10]
24. Sir William Stanley Peart
25. Sir Charles Pereira[11]
26. Sir Alastair Pilkington
27. Charles Wall
28. Sir Alan Walsh[12]
29. Philip Frank Wareing
30. Winifred Watkins
31. Karel Frantisek Wiesner
32. James Hardy Wilkinson

## Foreign Members
1. Viktor Ambartsumian[13]
2. Inge Lehmann
3. Alfred Sherwood Romer[14]
4. Kenneth Vivian Thimann

## Statute 12 Fellow
- Harold Wilson